# Ritratto di Mathilde de Canisy, marchesa d'Antin
Ritratto di Mathilde de Canisy, marchesa d'Antin è un dipinto eseguito da Jean-Marc Nattier nel 1738.
Rappresenta Marie-François-Renée (conosciuta come Mathilde) de Carbonnel-Canisy (1725-1796) all'età di quattordici anni. È conservato al Musée Jacquemart-André di Parigi.

## Storia
L'effigiata, unica figlia di René-Anne de Carbonnel, conte di Canisy (1683-1728), si sposò a soli dodici anni con Antoine François de Pardaillan de Gondrin, marchese d'Antin. Due anni dopo posò per Nattier , che un decennio più tardi sarebbe diventato il ritrattista ufficiale della famiglia reale di Francia.

## Descrizione
La giovanissima marchesa è rappresentata ai piedi di una quercia, mentre gioca con un cagnolino nero e tiene nella mano destra un pappagallo. La composizione del dipinto è segnata dalla diagonale formata dalle braccia.